# Nová Ves (Mělníki járás)
Nová Ves település Csehországban, a Mělníki járásban. Nová Ves Všestudy, Nelahozeves, Ledčice, Veltrusy, Vraňany és Sazená településekkel határos. Lakosainak száma 1048 fő (2024. január 1.).

## Népesség
A település lakosságának változását az alábbi diagram mutatja:
| Lakosok száma | 1041 | 988  | 1157 | 1140 | 936  | 817  | 1058 | 1096 | 1009 | 1048 |
|               | 1869 | 1890 | 1921 | 1950 | 1980 | 2001 | 2017 | 2019 | 2022 | 2024 |